# Cuadruplete (fútbol)
Un cuadruplete o póker (o tetraplete), en términos deportivos, se refiere a la consecución de cuatro títulos por parte de un misma selección de fútbol, o club de fútbol en una misma temporada o año natural. Actualmente solo hay una selección y 15 equipos que han logrado realizar esta gesta.

## Fútbol

### Registro
A continuación se detallan las selecciones y clubes que han logrado conquistar un cuadruplete, destacando a aquellos clubes que lo lograron en la misma temporada.
| Selección Argentina | 1991-1993 |  |  |  |  |
| Selección Argentina | 2021-2024 |  |  |  |  |

| Santos F. C.                                             | 1962      |                                |                           |                                          |                                   |                             |                     |  |
| Santos F. C.                                             | 1963      |                                |                           |                                          |                                   |                             |                     |  |
| Cruz Azul F. C.                                          | 1968–69   |                                |                           |                                          |                                   |                             |                     |  |
| Rangers F. C.                                            | 1975–76   |                                |                           | Copa de la Liga de Escocia               | Copa de Glasgow                   |                             |                     |  |
| Liverpool F. C.                                          | 1977      | Football League First Division |                           |                                          |                                   |                             |                     |  |
| Club Olimpia                                             | 1979      | Primera División de Paraguay   |                           |                                          |                                   |                             |                     |  |
| I. F. K. Göteborg                                        | 1981–82   | Allsvenskan                    | Svenska Cupen             | Allsvenskan play-offs                    |                                   |                             |                     |  |
| PFC Levski Sofia                                         | 1983–84   | Primera Liga de Bulgaria       | Copa de Bulgaria          | Copa del Ejército Soviético              | Supercopa de Bulgaria             |                             |                     |  |
| Kaizer Chiefs F. C.                                      | 1984      | NPSL                           | Copa de Sudáfrica         | Copa de la Liga                          | Sales House Cup                   |                             |                     |  |
| F. C. Porto                                              | 1987–88   |                                |                           |                                          |                                   |                             |                     |  |
| South China A. A.                                        | 1987–88   | Primera División de Hong Kong  | Hong Kong FA Cup          | Hong Kong Senior Challenge Shield        | Hong Kong Viceroy Cup             |                             |                     |  |
| PFC CSKA Sofía                                           | 1988–89   | Primera Liga de Bulgaria       | Copa de Bulgaria          | Copa del Ejército Soviético              | Supercopa de Bulgaria             |                             |                     |  |
| South China A. A.                                        | 1990–91   | Primera División de Hong Kong  | Hong Kong FA Cup          | Hong Kong Senior Challenge Shield        | Hong Kong Viceroy Cup             |                             |                     |  |
| F. C. Barcelona                                          | 1992      |                                |                           |                                          |                                   |                             |                     |  |
| São Paulo FC                                             | 1993      |                                |                           |                                          |                                   |                             |                     |  |
| Linfield F. C.                                           | 1993–94   | NIFL Premiership               | Copa de Irlanda del Norte | Copa de la Liga de Irlanda del Norte     | NIFL Charity Shield               |                             |                     |  |
| A. C. Milan                                              | 1994      |                                |                           |                                          |                                   |                             |                     |  |
| Club Necaxa                                              | 1994–95   |                                |                           |                                          |                                   |                             |                     |  |
| A. F. C. Ajax                                            | 1994–95   |                                |                           |                                          |                                   |                             |                     |  |
| Al-Quwa Al-Jawiya                                        | 1996–97   | Liga Premier de Irak           | Copa de Irak              | Umm Al Ma'arik Cup                       | Supercopa de Irak                 |                             |                     |  |
| Manchester United F. C. → Incluyendo el Triplete         | 1999      |                                |                           |                                          |                                   |                             |                     |  |
| Suwon Samsung Bluewings                                  | 1999      |                                |                           |                                          |                                   |                             |                     |  |
| Al-Zawra'a S. C.                                         | 1999–2000 | Liga Premier de Irak           | Copa de Irak              | Umm Al Ma'arik Cup                       | Supercopa de Irak                 |                             |                     |  |
| Galatasaray S. K. → Incluyendo el Triplete               | 2000      |                                |                           |                                          |                                   |                             |                     |  |
| F. C. Porto → Incluyendo el Triplete                     | 2002–03   |                                |                           |                                          |                                   |                             |                     |  |
| Lincoln Red Imps F. C.                                   | 2003–04   | Primera División de Gibraltar  | Rock Cup                  | Copa de la Primera División de Gibraltar | Copa Pepe Reyes                   |                             |                     |  |
| F. C. Porto                                              | 2004      |                                |                           |                                          |                                   |                             |                     |  |
| Sun Hei S. C.                                            | 2004–05   | Primera División de Hong Kong  | Copa FA de Hong Kong      | Copa de la Liga de Hong Kong             | Hong Kong Senior Challenge Shield |                             |                     |  |
| Al-Ahly S. C.                                            | 2005–06   | Premier League de Egipto       | Copa de Egipto            | Supercopa de Egipto                      | Supercopa de Egipto               |                             |                     |  |
| C. A. Boca Juniors                                       | 2005–06   |                                |                           |                                          |                                   |                             |                     |  |
| Linfield F. C.                                           | 2005–06   | NIFL Premiership               | Copa de Irlanda del Norte | Copa de la Liga de Irlanda del Norte     | County Antrim Shield              |                             |                     |  |
| Lincoln Red Imps F. C.                                   | 2006–07   | Primera División de Gibraltar  | Rock Cup                  | Copa de la Primera División de Gibraltar | Copa Pepe Reyes                   |                             |                     |  |
| Al-Ahly S. C.                                            | 2006–07   | Premier League de Egipto       | Copa de Egipto            | Supercopa de Egipto                      | Supercopa de Egipto               |                             | Supercopa de la CAF |  |
| Lincoln Red Imps F. C.                                   | 2007–08   | Primera División de Gibraltar  | Rock Cup                  | Copa de la Primera División de Gibraltar | Copa Pepe Reyes                   |                             |                     |  |
| Al-Muharraq S. C.                                        | 2008      | Liga Premier de Baréin         | Copa del Rey de Baréin    | Copa Príncipe de la Corona de Baréin     |                                   | Copa AFC                    |                     |  |
| Manchester United F. C.                                  | 2008      |                                |                           |                                          |                                   |                             |                     |  |
| F. C. Barcelona                                          | 2009–10   |                                |                           |                                          |                                   |                             |                     |  |
| Debreceni Vasutas S. C.                                  | 2009–10   | Nemzeti Bajnokság I            | Copa de Hungría           | Copa de la liga de Hungría               | Magyar Szuperkupa                 |                             |                     |  |
| Lincoln Red Imps F. C.                                   | 2010–11   | Primera División de Gibraltar  | Rock Cup                  | Copa de la Primera División de Gibraltar | Copa Pepe Reyes                   |                             |                     |  |
| F. C. Porto → Incluyendo el Triplete                     | 2010–11   |                                |                           |                                          |                                   |                             |                     |  |
| F. C. Barcelona                                          | 2011–12   |                                |                           |                                          |                                   |                             |                     |  |
| F. C. Bayern                                             | 2012–13   |                                |                           |                                          |                                   |                             |                     |  |
| Buriram United F. C.                                     | 2013      |                                | Copa FA de Tailandia      | Copa de la Liga de Tailandia             | Copa Kor Royal                    |                             |                     |  |
| Lincoln Red Imps F. C.                                   | 2013–14   | Primera División de Gibraltar  | Rock Cup                  | Copa de la Primera División de Gibraltar | Copa Pepe Reyes                   |                             |                     |  |
| F. C. Bayern                                             | 2013–14   |                                |                           |                                          |                                   |                             |                     |  |
| Auckland City F. C.                                      | 2013–14   | NZFC Grand Final               |                           | NZFC Minor Premiership                   | Charity Cup                       | Liga de Campeones de la OFC |                     |  |
| Real Madrid C. F.                                        | 2014      |                                |                           |                                          |                                   |                             |                     |  |
| S. L. Benfica                                            | 2014      |                                |                           |                                          |                                   |                             |                     |  |
| Al-Qadsia S. C.                                          | 2014      | Liga Premier de Kuwait         |                           | Copa de la Corona de Kuwait              | Supercopa de Kuwait               | Copa AFC                    |                     |  |
| Auckland City F. C.                                      | 2014–15   | NZFC Grand Final               |                           | NZFC Minor Premiership                   | Copa Presidente de la OFC         | Liga de Campeones de la OFC |                     |  |
| Paris Saint-Germain F. C.                                | 2014–15   |                                |                           |                                          |                                   |                             |                     |  |
| Paris Saint-Germain F. C.                                | 2015–16   |                                |                           |                                          |                                   |                             |                     |  |
| F. C. Barcelona                                          | 2015–16   |                                |                           |                                          |                                   |                             |                     |  |
| Albirex Niigata Singapore                                | 2016      | Liga Premier de Singapur       | Copa de Singapur          | Copa de la Liga de Singapur              | Singapore Community Shield        |                             |                     |  |
| Albirex Niigata Singapore                                | 2017      | Liga Premier de Singapur       | Copa de Singapur          | Copa de la Liga de Singapur              | Singapore Community Shield        |                             |                     |  |
| Real Madrid C. F.                                        | 2016–17   |                                |                           |                                          |                                   |                             |                     |  |
| Paris Saint-Germain F. C.                                | 2017–18   |                                |                           |                                          |                                   |                             |                     |  |
| Real Madrid C. F. → Incluyendo el Triplete internacional | 2017–18   |                                |                           |                                          |                                   |                             |                     |  |
| Manchester City F. C.                                    | 2018–19   |                                |                           |                                          |                                   |                             |                     |  |
| Al Ahed S. C. → Incluyendo el Triplete                   | 2018–19   | Liga Premier de Líbano         | Copa del Líbano           |                                          | Supercopa del Líbano              | Copa AFC                    |                     |  |
| Paris Saint-Germain F. C.                                | 2019–20   |                                |                           |                                          |                                   |                             |                     |  |
| C. R. Flamengo                                           | 2020      |                                |                           |                                          |                                   |                             |                     |  |
| Johor Darul Takzim FC                                    | 2021–22   | Superliga de Malasia           | Copa de Malasia           | Copa FA Malasia                          | Malasia Charity Shield            |                             |                     |  |
| Real Madrid C. F.                                        | 2022      |                                |                           |                                          |                                   |                             |                     |  |
| Al-Ahly S. C.                                            | 2022–23   | Premier League de Egipto       | Copa de Egipto            | Supercopa de Egipto                      | Supercopa de Egipto               |                             |                     |  |
| Johor Darul Takzim FC                                    | 2022–23   | Superliga de Malasia           | Copa de Malasia           | Copa FA Malasia                          | Malasia Charity Shield            |                             |                     |  |

Nota: Triplete se refiere al éxito de las consideradas tres máximas competiciones: Liga, Copa y Copa continental. No incluidos registros superiores.

### Registro femenino
| Nippon TV Tokyo Verdy Beleza → Incluyendo el Triplete | 2019    | Nadeshiko League                        | Copa de la Emperatriz | Copa de la Liga Nadeshiko |                             | Liga de Campeones Femenina de la AFC  |
| Jiangsu Suning                                        | 2019    | Superliga China Femenina                | Copa de la China      | Copa FA Femenina de China | Supercopa de China          |                                       |
| Olympique Lyonnais → Incluyendo el Triplete           | 2019-20 | Division 1 Féminine                     | Copa de Francia       |                           | Supercopa de Francia        | Liga de Campeones Femenina de la UEFA |
| Chelsea F. C.                                         | 2020-21 | FA Women's Super League                 | Women's FA Cup        | FA Women's League Cup     | Women's FA Community Shield |                                       |
| Sport Club Corinthians Paulista                       | 2023    | Campeonato Brasileño de Fútbol Femenino |                       | Campeonato Paulista       | Supercopa de Brasil         | Copa Libertadores Femenina            |
| F. C. Barcelona → Incluyendo el Triplete              | 2023-24 | Campeonato de Liga                      | Copa de la Reina      |                           | Supercopa de España         | Liga de Campeones Femenina de la UEFA |

Nota: Triplete se refiere al éxito de las consideradas tres máximas competiciones: Liga, Copa y Copa continental. No incluidos registros superiores.

## Baloncesto
Pallacanestro Varese en 1970 y 1973, y Pallacanestro Olimpia Milano en 1987, ambos con Liga italiana, Copa nacional, Copa de Europa y Copa Intercontinental. En 1980, el Maccabi Tel Aviv repitió el logro conquistando Liga israelí, Copa nacional, Copa de Europa y Copa Intercontinental.
| Equipo                                          | Temporada / Año | Títulos       | Títulos       | Títulos         | Títulos          | Títulos      | Títulos |
| Equipo                                          | Temporada / Año | Liga Nacional | Copa Nacional | Otra(s) Copa(s) | Copa Continental | Copa Mundial |         |
| ----------------------------------------------- | --------------- | ------------- | ------------- | --------------- | ---------------- | ------------ | ------- |
| Real Madrid Baloncesto → Incluyendo el triplete | 2014-15         |               |               |                 |                  |              |         |
| Real Madrid Baloncesto → Incluyendo el triplete | 2015            |               |               |                 |                  |              |         |